# Hoon Hian Teck
Hoon Hian Teck (* 1959) ist ein singapurischer Wirtschaftswissenschaftler und Hochschullehrer, der sich in seiner Lehr- und Forschungstätigkeit sowie seinen zahlreichen Veröffentlichungen insbesondere mit den Themen Makroökonomie, Weltwirtschaft, Entwicklungstheorie und Wirtschaftswachstum befasst. Er ist seit dem 21. Januar 2021 auch nominiertes Mitglied des Parlaments.

## Leben
Hoon Hian Teck begann nach dem Schulbesuch ein grundständiges Studium an der National University of Singapore (NUS), das er 1983 mit einem Bachelor of Science (B.Sc.) beendete. Ein darauf aufbauendes Studium der Sozialwissenschaften schloss er 1984 mit einem Bachelor of Social Science (B.Soc.Sci.) ab und war danach zwischen 1984 und 1990 als Senior Tutor an der NUS tätig. In dieser Zeit absolvierte er zudem von 1986 bis 1990 mit einem Überseestipendium der NUS ein postgraduales Studium an der Columbia University, welches er 1988 mit einem Master of Arts (M.A.) sowie 1989 zudem mit einem Master of Philosophy (M.Phil.) beendete. Im Anschluss begann er sein Promotionsstudium an der Columbia University, welches er 1990 mit der Dissertation Market Structure, Trade Theory and Unemployment mit einem Doctor of Philosophy (Ph.D.) bei einem aus Ronald Findlay, Edmund S. Phelps, R. Glenn Hubbard und John B. Donaldson bestehenden Prüfungsteam mit Auszeichnung abschloss.
Nach seiner Rückkehr war Hoon von 1991 bis 1994 zunächst Lecturer sowie im Anschluss zwischen 1994 und 1998 Senior Lecturer an der National University of Singapore und in dieser Zeit von 1995 bis 1996 auch erstmals Prodekan der Fakultät für Künste und Sozialwissenschaften. Im Anschluss war er zwischen Mai 1997 und April 1998 als Gastwissenschaftler (Visiting Research Scholar) an der Kelley School of Business der Indiana University Bloomington (IUB). Nach seiner Rückkehr war er von 1998 bis Juni 2001 erneut Prodekan der Fakultät für Künste und Sozialwissenschaften sowie zwischen 1999 und Juni 2001 Associate Professor an der NUS. Er war des Weiteren zwischen September und Dezember 1999 Gastwissenschaftler an der John F. Kennedy School of Government (HKS) der Harvard University sowie von April bis November 2001 Gastwissenschaftler an der Wirtschaftswissenschaftlichen Fakultät der Columbia University, an der er von August bis Oktober 2001 mit einem Stipendium des Fulbright-Programms forschte. Im Juli 2001 wurde er Associate Professor für Wirtschaftswissenschaften an der Singapore Management University (SMU) sowie im Januar 2002 Adjunct Professor an der NUS und unterrichtete an beiden Hochschulen bis Juni 2007. Zudem wurde er 2002 „Lee Kuan Yew“-Forschungswissenschaftler (Research Fellow) an der SMU.
Im Juni 2007 übernahm Hoon Hian Teck eine Professur für Wirtschaftswissenschaften an der Singapore Management University und ist dort seither tätig. Darüber hinaus ist er Dekan der Wirtschaftswissenschaftlichen Fakultät der SMU. In seiner Lehr- und Forschungstätigkeit sowie seinen zahlreichen Veröffentlichungen befasst er sich insbesondere mit den Themen Makroökonomie, Weltwirtschaft, Entwicklungstheorie und Wirtschaftswachstum.
Hoon wurde am 21. Januar 2021 auch eines der neun nominierten Mitglieder des Parlaments.

## Veröffentlichungen
Neben zahlreichen Aufsätzen und Artikeln in Fachzeitschriften verfasste er verschiedene Lehrbücher und Monografien. Zu seinen Veröffentlichungen gehören:
- Structural Slumps: The Modern-Equilibrium Theory of Unemployment, Interest and Assets, Mitautoren Edmund S. Phelps, George Kanaginis, Gylfi Zoega, Harvard University Press, 1994
- Development, Trade, and the Asia Pacific: Essays in Honour of Professor Lim Chong Yah, Mitherausgeber Basant Kapur, Euston Quah, Prentice-Hall, 1996
- Economics: Theory and Applications, Mitautoren Ai Tee Koh, Anthony Chin and Euston Quah, McGraw-Hill, 1998
- Trade, Jobs and Wages, Edward Elgar Publishing, 2000
- Trade, capital accumulation, and structural unemployment. An empirical study of the Singapore economy, Weltbank, 2004
- Economic Dynamism, Openness, and Inclusion: How Singapore Can Make the Transition from an Era of Catch-up Growth to Life in a Mature Economy, World Scientific Publishing, 2019
- Dynamism: The Values That Drive Innovation, Job Satisfaction, and Economic Growth, Mitautoren Edmund S. Phelps, Raicho Bojilov, Gylfi Zoega, Harvard University Press, 2020
- Singapore Economy, Taylor & Francis Group, 2021